# Blanca María Prósper
Blanca María Prósper Pérez est une linguiste espagnole.

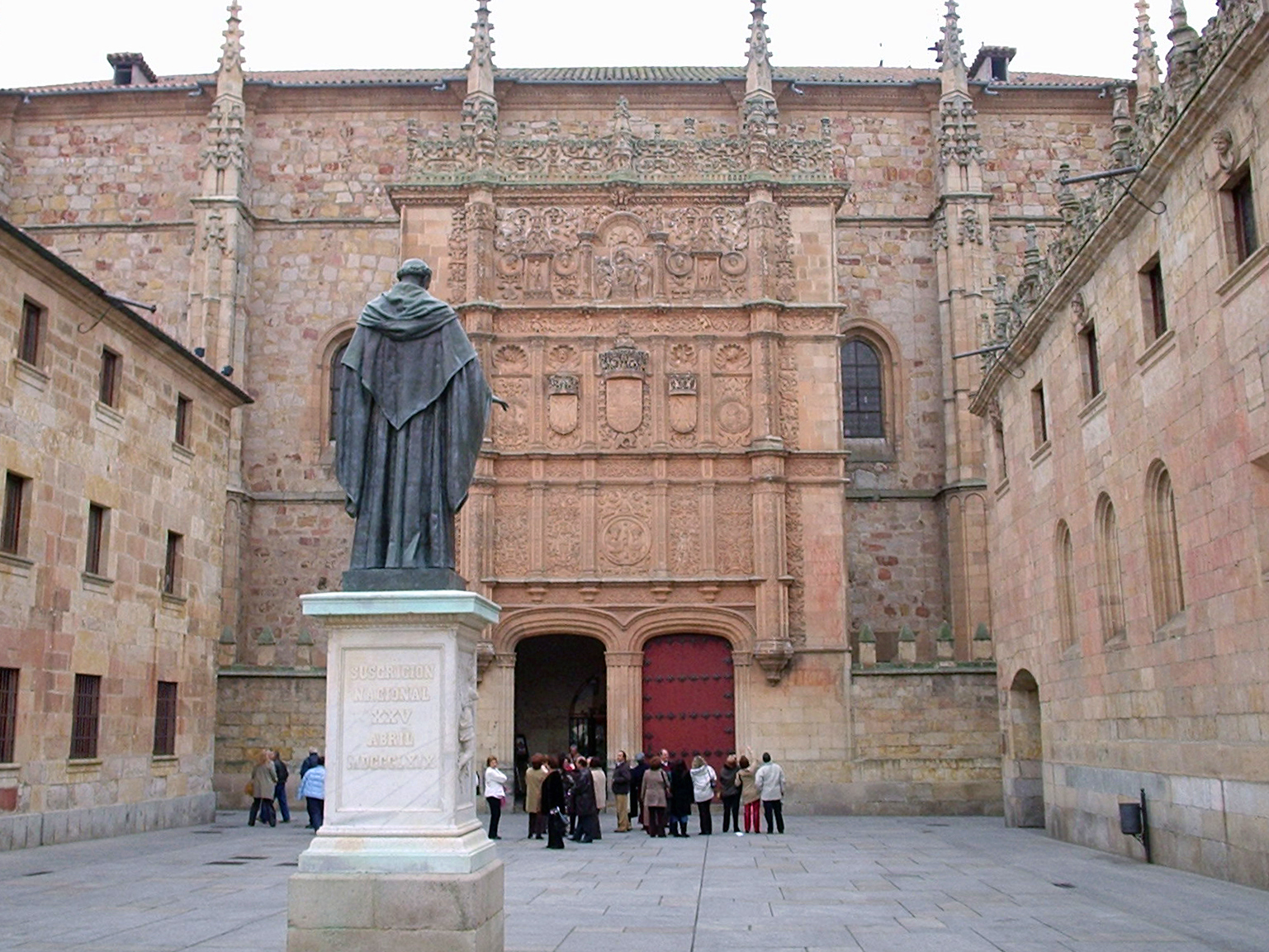
Université de Salamanque (2008)

Elle obtient un doctorat de linguistique indo-européenne à l'Université Complutense de Madrid en 1992. Depuis 2019, Blanca María Prósper occupe une chaire de linguistique indo-européenne à l'Université de Salamanque.
Blanca María Prósper a écrit nombre d'ouvrages linguistiques, dont beaucoup traitent des Celtes. Parmi ces publications : Lenguas y religiones prerromanas del occidente de la Península Ibérica (2002, Langues et religions pré-romaines de l'ouest ibérique), Vascos, celtas e indoeuropeos. Genes y lenguas (2005, Basques, Celtes et Indo-européens. Gènes et langues, 2005, coécrit avec Francisco Villar Liébana), Estudio lingüístico del plomo celtibérico de Iniesta (2007, Étude linguistique du plomb celtibère d'Iniesta), El bronce celtibérico de Botorrita. I. (2008, Le bronze celtibère de Botorrita. I.) et The Indo-European Names of Central Hispanie. A Study in Continental Celtic and Latin Word Formation (2016, Les noms indo-européens en Hispanie centrale. Étude sur la formation continentale des mots celtes et latins) entre autres.

## Publications
- (en) The Indo-European Names of Central Hispania: A Study in Continental Celtic and Latin Word Formation, Institut für Sprachen und Literaturen der Universität Innsbruck, 2016 (ISBN 978-3-85124-739-8)
- (es) El bronce celtibérico de Botorrita, Fabrizio Serra Editore, 2008 (ISBN 978-8862271158)
- (es) Estudio lingüístico del plomo celtibérico de Iniesta, Universidad de Salamanca, 2007 (ISBN 978-84-7800-365-5)
- (es) Vascos, celtas e indoeuropeos. Genes y lengua, Universidad de Salamanca, 2005 (ISBN 9788478005307)
- (es) Lenguas y religiones prerromanas del occidente de la Península Ibérica, Universidad de Salamanca, 2002 (ISBN 978-84-7800-818-6)
- (es) La reconstrucción del adverbio indoeuropeo, Editorial de la Universidad Complutense, 1992, 810 p. (lire en ligne)Thèse doctorale, sous la direction de Julia Mendoza Tuñón.